# Андрюшевка
Андрюшевка (на руски: Андрюшевка) е село в Кантемировски район на Воронежка област на Русия.
Влиза в състава на селището от селски тип Осиковское.

## География

### Улици
- ул. Мира.